# Ламар (окръг, Алабама)
Вижте пояснителната страница за други населени места с името Ламар.
Окръг Ламар (на английски: Lamar County) е окръг в щата Алабама, Съединени американски щати. Площта му е 1567 km², а населението – 13 972 души (1 април 2020). Административен център е град Върнън.